# Yavin
Yavin (también conocido como Yavin Prime, para distinguirlo de sus lunas) es un planeta ficticio de la saga de Star Wars. Apareció por primera vez en la película de 1977 Star Wars: Episodio IV - Una nueva esperanza y se representa como un gran gigante de gas rojo con un extenso sistema de satélites de lunas. La base militar oculta de la Alianza Rebelde se encuentra en su cuarta luna, Yavin 4.
La batalla espacial culminante al final de la película, en la que la Alianza Rebelde destruye la Estrella de la Muerte, tiene lugar en órbita alrededor del planeta Yavin. En el universo expandido de Star Wars, este evento es especialmente significativo ya que marcan la fecha, los años se empiezan a contar desde allí. Los eventos suelen estar fechados en términos de años ABY (Antes de la Batalla de Yavin) o DBY (Después de la Batalla de Yavin).

## Geografía

### Ubicación
El sistema Yavin se encuentra en el sector de la Expansión Gordiana del Borde Exterior. La estrella de este sistema también se llama Yavin, al igual que el tercer y último planeta desde el centro. Se trata de un gigante gaseoso que tiene 26 satélites naturales. El cuarto es Yavin 4.

### Topografía
La superficie de Yavin 4 está cubierta de bosques, pantanos y selva. Dentro de este entorno se alzan templos piramidales construidos por los Massassis. El Gran Templo, el más grande, se convirtió en la base principal de la Alianza Rebelde.
Un tercio de este satélite natural está cubierto por océanos. Los dos tercios restantes están cubiertos por cuatro continentes. En Yavin 4 no hay deriva continental, por lo que las placas tectónicas no se mueven entre sí. Ningún océano está aislado de los demás. Hay cadenas montañosas y volcanes en esta luna. Estos volcanes son la fuente de una dinámica que permite la formación de ríos de corriente muy rápida.

### Formas de vida
El planeta posee una gran biodiversidad. Los árboles Massassis, de corteza púrpura, rodeados de helechos trepadores, hongos granados y orquídeas bioluminiscentes, son una parte importante de la flora local... Entre los animales que viven en los árboles, destacan las woolamanders, frugivores, y los roedores stindaril, carnívoros que se alimentan sobre todo de pájaros murales dorados. En tierra, hay runyips, herbívoros y enjambres de escarabajos piraña. En las marismas de este satélite viven cangrejos lagartos perseguidos por anguilas caparazonadas. En las aguas también habitan gundarks acuáticos, salamandras mucosas, serpientes cristalinas y thyrsls. Por último, los gusanos leviatán subterráneos se alimentan de las raíces de enormes árboles.

## Universo oficial

### Antes de la Batalla de Yavin
Durante la Guerra Civil Galáctica, el líder militar Jan Dodonna fundó una unidad rebelde en Yavin 4 a la que llamó Grupo Massassi, en referencia a las especies inteligentes que habitaban el planeta. Este grupo rebelde se convirtió en uno de los más grandes de la Galaxia y participó en las batallas de Scarif y Yavin.
Como resultado, Yavin 4 se convirtió en la base principal de la Alianza Rebelde. La hija de Galen Erso, Jyn, fue llevada allí por los Rebeldes. El líder de la Alianza, Mon Mothma, le explica que su padre desarrolló una estación de combate destructora de planetas, la Estrella de la Muerte, y que ella es la persona más indicada para encontrar a su padre, Galen, y los planos de esta superarma imperial que los Rebeldes quieren destruir. Cassian Andor, que acompaña a Jyn Erso, ha recibido una misión secreta: matar a Galen.
Cuando los Rebeldes tuvieron que recuperar los planos de la Estrella de la Muerte de Scarif, varios líderes Rebeldes, entre ellos la General Syndulla, fueron llamados fuera de Yavin 4. La Tantive IV, con la Princesa Leia Organa a bordo, abandona Yavin 4 para presenciar la batalla.
Capturada por el Imperio, Leia Organa se negó a revelar la ubicación de la base Rebelde. Para ganar tiempo, dio la ubicación de un lugar abandonado en el planeta Dantooine. Entonces, consiguió escapar a bordo del Halcón Milenario con el contrabandista Han Solo. La Estrella de la Muerte persigue a la nave hasta el sistema Yavin. Mientras las naves imperiales siguen su camino, el general Dodonna prepara la defensa de la Alianza Rebelde.

### Batalla de Yavin
Los Rebeldes lanzan varios escuadrones de cazas con la esperanza de aprovechar un punto débil en el diseño de la Estrella de la Muerte para destruirla. El torpedo enviado por un nuevo recluta del escuadrón "Rojo", Luke Skywalker, destruye la estación de combate, lo que supone una importante victoria para la Alianza sobre el Imperio. Poco después de celebrar esta victoria con una ceremonia, los Rebeldes abandonaron Yavin 4, temiendo un contraataque.

### Después de la Batalla de Yavin
Tras la destrucción de la Estrella de la Muerte, dos Rebeldes en particular reciben una recompensa por su importante papel en la batalla. Luke Skywalker fue el responsable de disparar la grieta que permitió la explosión de la estación de combate, mientras que Han Solo la salvó del Lord Sith Darth Vader durante la batalla. Leia Organa les entregó una medalla en Yavin 4, durante una ceremonia para celebrar esta victoria militar.
Tras retirarse, la piloto Shara Bey y el sargento Kes Dameron, dos antiguos rebeldes, se establecieron en Yavin 4 para vivir. Allí plantaron un fragmento de un árbol sensible a La Fuerza que les había regalado Luke Skywalker.

## Universo "Leyendas"
Tras la absorción de Lucasfilm por The Walt Disney Company, todos los elementos narrados en productos derivados anteriores al 26 de abril de 2014 fueron declarados fuera del canon y pasaron a agruparse como "Leyendas de La Guerra de las Galaxias".

### Guerras Sith
Alrededor del año 5000 a. C., la especie Massassis vivía en Yavin 4 cuando el Lord Sith Naga Sadow huyó de Korriban tras perder la Gran Guerra Hiperespacial.
Naga Sadow dejó su huella en Yavin 4 con sus templos. Los Massassis construyeron el Gran Templo en homenaje a Naga Sadow, a pesar de la persecución que sufrió. Ante su derrota a manos de los Jedi, Naga Sadow resistió parcialmente a la muerte sumiéndose en un sueño de un siglo en Yavin 4. Finalmente, un tal Freedon Nadd llegó en 4 400 a. C., encontró el templo y se convirtió en aprendiz de Naga Sadow.
Exar Kun llegó más tarde a Yavin 4, donde mató de una vez por todas a Naga Sadow y luego esclavizó a los Massassi, haciéndoles construir enormes templos que irradiaban un gran poder. Poco a poco fue ganando fuerza al absorber la energía de los niños Massassi. Al mismo tiempo, llevó a cabo experimentos genéticos para crear animales de combate. Incapaz de repeler la victoria de los Jedi sobre él, encontró la forma de sobrevivir durante varios milenios transfiriendo su espíritu a un templo en el satélite natural.

### Caída y resurgimiento de la República
Mucho más tarde, durante las Guerras Clon, el Jedi Anakin Skywalker se enfrenta a la separatista Asajj Ventress. Su duelo tiene lugar en el Gran Templo Massassiano. Durante la batalla, Anakin parece acercarse especialmente al Lado Oscuro, en la antesala de su derrocamiento total en los momentos finales de las Guerras Clon.
Tras el ascenso de la Nueva República contra el Imperio Galáctico, Luke Skywalker eligió la luna como lugar para fundar la Nueva Orden Jedi, y se llevó a Mara Jade con él. El planeta fue asolado por los Yuuzhan Vong durante la invasión Vong de la Galaxia. La Orden Jedi se trasladó a Ossus.

## Concepto y creación
En los primeros borradores de la historia de Star Wars, el autor George Lucas comenzó a inventar nombres de personajes y planetas y a asignar roles y características. En The Star Wars (1973), Yavin es descrito como un planeta selvático habitado por wookiees de dos metros y medio de altura. Este concepto se modificó finalmente, aunque el escenario de un planeta natal wookiee resurgió más tarde como el planeta Kashyyyk, como se ve en la película de 2005 Star Wars: Episodio III - La venganza de los Sith.
En el segundo borrador de 1975 de Lucas, Las aventuras del Starkiller: Episodio I - La guerra de las galaxias, los héroes de la historia aterrizan en Yavin en cápsulas de escape y son atacados por insectos. Encuentran la base militar rebelde en Massassi y conocen a personajes como Bail Antilles, el general Dodonna y el comandante rebelde es Tarkin. Es aquí donde Luke Skywalker termina su búsqueda al reunirse con su anciano padre. En revisiones posteriores de la historia, Tarkin se convierte en un oficial imperial y el padre de Luke es retirado de la acción. Más tarde reaparece en The Empire Strikes Back (1980) como la identidad oculta del antagonista principal, Darth Vader. En el cuarto borrador (1976), Lucas agregó una escena en la que Luke también se reúne en Yavin con su amigo de la infancia, Biggs Darklighter, una escena que en realidad fue filmada pero posteriormente eliminada. La escena se volvió a insertar en el reestreno de la trilogía en 1997. La escena final de una ceremonia de premiación victoriosa aparece en los primeros borradores, pero originalmente está ambientada en un planeta de nubes gaseosas llamado Ophuchi.

## Apariciones

### Primera aparición
El planeta Yavin hizo su primera aparición en la película original de Star Wars de 1977.  El planeta se muestra en el espacio durante la aproximación de la nave espacial Halcón Milenario como un gran planeta gigante de gas rojo. En órbita alrededor de este planeta, Yavin 4 (la cuarta luna), aparece en la pantalla como un mundo similar a la Tierra de color verde y azul. Las escenas que muestran la Base Rebelde están ambientadas en esta luna, que está cubierta de densas junglas.

### Lugares de rodaje

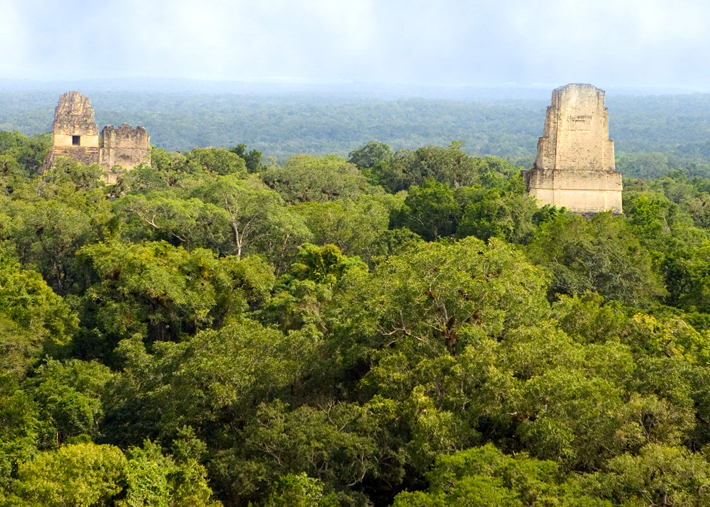
Las pirámides de Tikal (Guatemala)

Al igual que con otros escenarios ficticios de Star Wars, se han utilizado varias ubicaciones de filmación del mundo real para crear la ubicación de la luna Yavin 4. Para la película original de 1977, se eligió a Guatemala para la filmación de la segunda unidad para crear planos de establecimiento para la base de Yavin, y en marzo de 1977, un equipo dirigido por Richard Edlund viajó a Guatemala. Las tomas panorámicas exteriores que muestran el paisaje de Yavin 4 fueron filmadas con vistas al antiguo complejo de pirámides mayas de Tikal en medio de una densa selva tropical. La idea de utilizar estas ruinas como escenario cinematográfico se le ocurrió a George Lucas cuando, en Inglaterra, se fijó en el yacimiento precolombino que aparecía en un cartel de una agencia de viajes. Dos años después del rodaje, el lugar fue declarado Patrimonio de la Humanidad por la UNESCO (Organización de las Naciones Unidas para la Educación, la Ciencia y la Cultura).
El puesto de perspectiva rebelde se construyó a partir de cubos de basura pegados y montados en un poste. El artista de efectos especiales Lorne Peterson fue persuadido de subirse a la precaria estructura para posar con el uniforme rebelde para la toma. Las escenas del hangar rebelde se rodaron dentro de un par de cobertizos de aeronaves de la Segunda Guerra Mundial en desuso en Cardington, Inglaterra. El cobertizo 1 sirvió como hangar rebelde en el Episodio IV. El exterior de la entrada del hangar fue filmado en Cardington a través de una pintura mate de la estructura de un templo. Cuando los equipos de filmación regresaron a Cardington en 2015 para filmar Rogue One, usaron el Cobertizo 2.

### Otras apariciones
Yavin 4 aparece en la miniserie de cómics de 2015 Star Wars: Shattered Empire como el hogar de Shara Bey y Kes Dameron, los padres de Poe Dameron. Oscar Isaac, quien interpreta a Poe Dameron en la trilogía de la secuela de Star Wars, solicitó específicamente que Yavin 4 fuera el mundo natal de su personaje después de enterarse de que las escenas ambientadas en la luna fueron filmadas en su país natal, Guatemala.

## Adaptaciones

### Videojuegos
Yavin 4 aparece en La Guerra de las Galaxias: La Antigua República, publicada en 2011. El planeta es el hogar de espíritus Sith como Naga Sadow.
En 2017, La Guerra de las Galaxias: Frente de Batalla II cuenta con 11 zonas de juego diferentes, entre las que se encuentra Yavin 4. Es la única que aparece en Rogue One y la única, junto con Mos Eisley, que procede de Una Nueva Esperanza.
Yavin 4 también aparece en el juego de 2020, La Guerra de las Galaxias: Escuadrones. Es una de las localizaciones en las que el jugador puede participar en una batalla a bordo de un caza.

### Figuras
En 2012, Lego produjo figuras esféricas de varios planetas de La Guerra de las Galaxias, que se podían separar en dos hemisferios. Aunque Yavin 4 no es un planeta sino un satélite, también forma parte de la colección con el número 9677 "Ala-X Caza Estelar y Yavin 4". Se vende con un Ala-X y su piloto.
Además, se pusieron a la venta figuras de los personajes en su apariencia de Yavin. A partir del 1 de noviembre de 2021, Funko comercializó la figura Pop con el número 459 "Princesa Leia (Ceremonia de Yavin)". La figura representa a Leia Organa sosteniendo una medalla, que en la película entrega a Luke Skywalker o Han Solo. Unos meses después, en la primavera de 2022, Hasbro puso a la venta una figura similar en su Serie Negra con motivo del 50 aniversario de Lucasfilm bajo el nombre de "Princesa Leia Organa (Yavin 4)". Se trata de Leia con el traje de ceremonia con la medalla de la película.

## Análisis

### Análisis literario
La elección de Yavin 4, un mundo selvático, como base de los rebeldes, los héroes de Una Nueva Esperanza, puede explicarse por el hecho de que los mundos de la saga que albergan a los personajes del bando del bien son salvajes, naturales y verdes, como el otro satélite notable de la saga, la Luna Boscosa de Endor, y los planetas Naboo y Kashyyyk. A diferencia de este, los personajes del bando del mal viven en una base artificial, la Estrella de la Muerte, a diferencia del verde Yavin 4. La exuberante selva de este planeta contrasta con el hábitat artificial y en blanco y negro del mal.

### Análisis científico
Al igual que otras estrellas de La Guerra de las Galaxias, Yavin 4 ha sido estudiada desde un punto de vista científico para determinar si el concepto parece lo bastante realista. En primer lugar, el gigante gaseoso del satélite natural en cuestión tendría que estar bien situado en su sistema, dentro de la zona de habitabilidad del sistema. La diversidad de ecosistemas de Yavin 4 también parece más probable que un satélite natural cubierto por completo de bosques como la Luna Boscosa de Endor, aunque solo sea porque las regiones polares son más frías que las tropicales.

## En la cultura popular
Yavin 4 aparece regularmente en las cartas estelares de la saga Star Wars. El sitio web Vulture lo sitúa en el décimo puesto. Explica que este satélite natural posee dos cualidades principales: su historia vinculada a los Sith y su aspecto debido a los templos utilizados como hangares de naves estelares por los rebeldes. El sitio web Comic Book Resources lo sitúa a Yavin 4 en cuarto lugar, por detrás de Naboo, Bespin y la Luna Boscosa de Endor. Destaca su perfecta topografía, pero señala que carece de recursos minerales naturales.
En su clasificación de las mejores localizaciones de Una Nueva Esperanza, la web Screen Rant sitúa a Yavin 4 en décimo lugar, por delante de cinco localizaciones en Tatooine, dos en la Estrella de la Muerte y dos naves estelares. Entre las cualidades del satélite natural, el sitio web destaca principalmente la sala de ceremonias de entrega de medallas y el aspecto exterior de la base Rebelde. Sin embargo, señala que la película no se detiene mucho en esta importante ubicación.
El duelo entre Asajj Ventress y Anakin Skywalker en Yavin 4, en particular, es uno de los momentos más populares de la serie animada de las Guerras Clon, principalmente por su efecto visual.

## Posteridad
El planeta D'Qar de la tercera trilogía de la saga se considera a veces una repetición de Yavin 4: estos planetas están cubiertos de jungla y deshabitados debido a su aislamiento de las rutas hiperespaciales. Además, la Resistencia, heredera de la Alianza Rebelde, estableció allí su base de operaciones.
En particular, una escena ambientada en Yavin 4, con la ceremonia de entrega de medallas, sigue dejando huella en los fans de la saga y en la prensa especializada varias décadas después de su aparición en Una Nueva Esperanza: Los Últimos. De hecho, de los tres héroes de la batalla presentes en ese momento, solo Han Solo y Luke Skywalker recibieron una medalla. Los fans se preguntan por qué Chewbacca no recibió una medalla. En primer lugar, algunos fans creen que esto significa que la Alianza Rebelde considera a los humanos, incluidos Han y Luke, superiores a otras especies. Algunos fans especulan con que, dado que Chewbacca lleva trabajando en secreto para los Rebeldes desde La Venganza de los Sith, no es necesario concederle una medalla. Otros, ajenos al universo de la saga, creen que el equipo de la película simplemente se olvidó.
Sin embargo, George Lucas afirma que para los wookiees, la especie de Chewbacca, una medalla no tiene importancia simbólica y que Chewbacca ya fue homenajeado en una ceremonia wookiee, tras la Batalla de Yavin.
Peter Mayhew, el actor que interpretaba a Chewbacca, ofrece una explicación más pragmática. Según él, la producción de Una Nueva Esperanza carecía del dinero necesario para realizar esta primera película y tuvo que hacer ajustes en ciertos elementos. Por ejemplo, comprar una tercera medalla para el rodaje habría sido demasiado caro.
Por último, Chewbacca recibe una medalla de manos de Maz Kanata en el episodio El Ascenso de Skywalker. Esta escena parece ofrecer una conclusión a la escena de la ceremonia de Yavin 4. El simbolismo de la escena también puede explicarse por el hecho de que, en El Ascenso de Skywalker, tras la muerte de Han Solo, Luke Skywalker y Leia Organa, Chewbacca es el único superviviente entre los héroes de la Batalla de Yavin, que aparece en Una Nueva Esperanza. También podría ser una forma de que J. J. Abrams satisfaga a los fans que llevan más de 40 años quejándose de esta falta de reconocimiento.

## Lecturas complementarias
- Amoah, Jewel D. (1997). «Back on the Auction Block: A Discussion of Black Women and Pornography». National Black Law Journal (en inglés) 14 (2): 204-221.
- Anderson, L. M. (1997). Mammies no more: The changing image of black women on stage and screen (en inglés). Lanham, Maryland: Rowman & Littlefield.
- Bogle, Donald (1994). Toms, coons, mulattoes, mammies, and bucks: An interpretive history of Blacks in American films (3ª edición). Nueva York: Continuum.
- Jewell, K.S. (1993). From mammy to Miss America and beyond: Cultural images and the shaping of U.S. social policy (en inglés). Nueva York: K.S.
- Leab, D. J. (1975/1976). From Sambo to Superspade: The black experience in motion pictures (en inglés). Boston. Massachusetts: Houghton Mifflin Company.
- Turner, Patricia A. (1994). Ceramic Uncles & Celluloid Mammies: Black Images and Their Influence on Culture (en inglés). Anchor Books.
- Stampp, Kenneth M. (1971). «Rebels and Sambos: The Search for the Negro's Personality in Slavery». The Journal of Southern History (en inglés) 37 (3): 367-392. doi:10.2307/2206947.
- West, Carolyn M. (1995). «Mammy, Sapphire, and Jezebel: Historical images of Black women and their implications for psychotherapy». Psychotherapy: Theory, Research, Practice, Training (en inglés) 32 (3): 458-466. doi:10.1037/0033-3204.32.3.458. ProQuest 614327223.